# Elateropsis rugosus
Elateropsis rugosus är en skalbaggsart som beskrevs av Charles Joseph Gahan 1890. Elateropsis rugosus ingår i släktet Elateropsis och familjen långhorningar.
Artens utbredningsområde är:
- Bahamas.
- Kuba.

Inga underarter finns listade i Catalogue of Life.